# Richard Young (1846–1935)
Richard Young (ur. 6 sierpnia 1846 w Londonderry w Wielkiej Brytanii, zm. 9 czerwca 1935 w Brooklynie) – amerykański polityk, członek Partii Republikańskiej.

## Działalność polityczna
W okresie od 4 marca 1909 do 3 marca 1911 przez jedną kadencję był przedstawicielem 5. okręgu wyborczego w stanie Nowy Jork w Izbie Reprezentantów Stanów Zjednoczonych.